# Meller Möbelfabrik
Die Meller Möbelfabrik GmbH, Melle (MMM) war ein 1870 als J.H. Krumnack, Möbelfabrik, Dampfsägewerk und Holzhandlung gegründeter und nach wechselvoller Geschichte 1975 liquidierter Hersteller hochwertiger Wohn- und Büromöbel in Melle. Mit zeitweise bis zu 200 Beschäftigten war das inhabergeführte, mittelständische Unternehmen ein bedeutender Teil der Ostwestfälischen Möbelindustrie. Einige Gebäude sind heute denkmalgeschützt und gut erhalten.

## Geschichte

### 1870–1908 Vorgeschichte

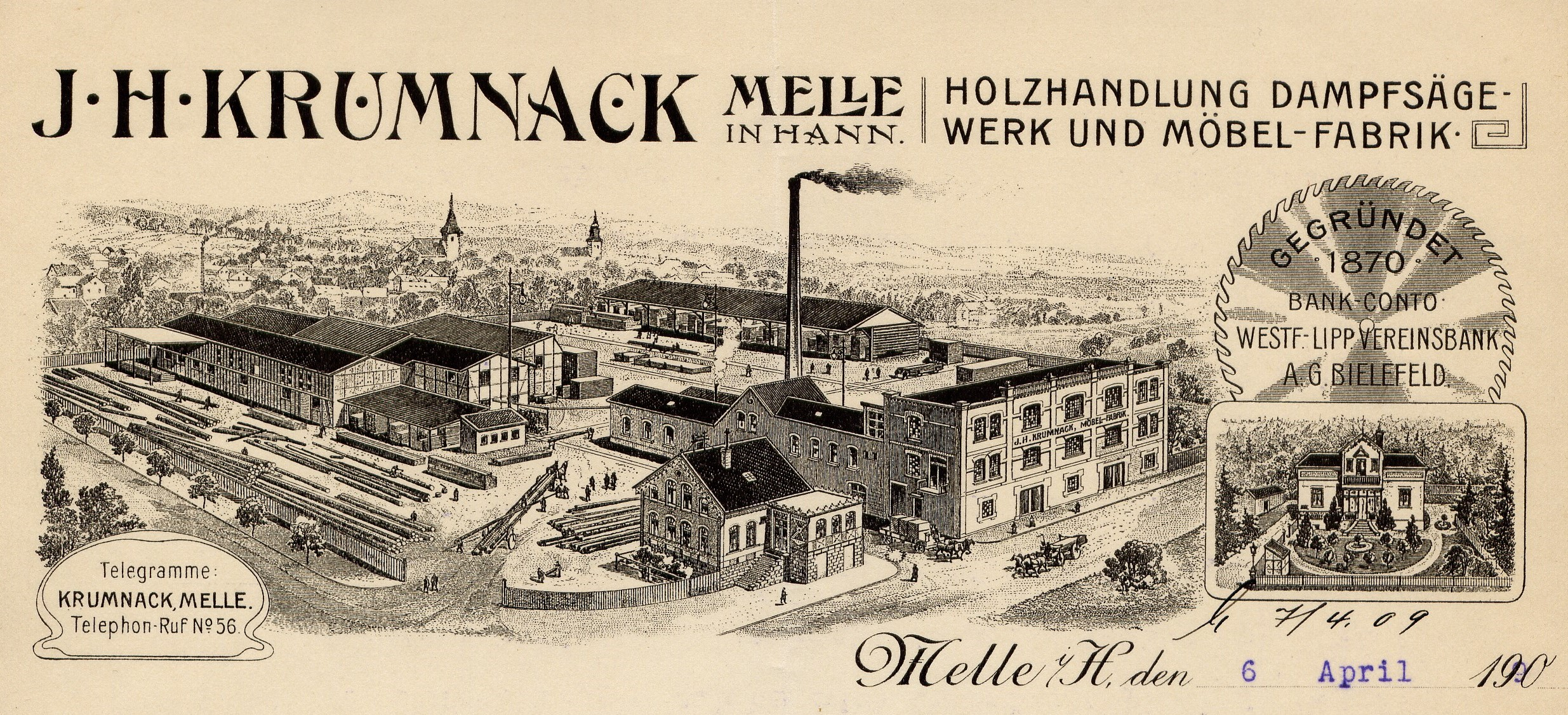
Briefkopf 1909

Im Jahr 1870 wurde in Melle die Firma J.H. Krumnack, Möbelfabrik, Dampfsägewerk und Holzhandlung gegründet. Als Standort wurde ein Grundstück in der Nähe zum Bahnhof mit Zufahrt über die Oldendorfer Straße gewählt, um überregional tätig zu werden. Eine erste Expansion erfolgte 1904 mit dem Neubau des heute noch existierenden, dreigeschossigen Fabrikgebäudes in klassischer Industriearchitektur sowie einem Buro- und Wohngebäude. Wenige Jahre später folgte noch ein neuer Maschinensaal.
Im Jahre 1908 kam die Firma Krumnack nach den kürzlich erfolgten Investitionen durch zurückgehende Umsätze in finanzielle Schwierigkeiten, die am 6. April 1909 zur Eröffnung des Konkursverfahrens führten. Ein wichtiger Lieferant war bis zu diesem Zeitpunkt die Holzimporthandlung Pundt & Kohn in Geestemünde (heute Bremerhaven). Über Warenlieferkredite war Pundt & Kohn ein bedeutender Gläubiger der Fa. Krumnack. Aus diesem Grund und auch aus familiären Interessen wurde die Meller Firma von Pundt & Kohn am 27. September 1909 im Rahmen der liquidierenden Zwangsversteigerung übernommen.

### 1909–1932 Meller Möbelfabrik GmbH
Franz Kohn, Eigentümer der Firma Pundt & Kohn, hatte zwei Söhne, von denen Hans Kohn die Holzhandlung in Geestemünde weiterführte und Gerhard Kohn die Geschäftsführung der neu erworbenen Fabrikation in Melle übernahm, die 1909 als Meller Möbelfabrik GmbH mit dem Hauptgeschäftsfeld Möbelfabrikation im Handelsregister eingetragen wurde. Alleinige Inhaberin war die offene Handelsgesellschaft Pundt & Kohn in Geestemünde, bei der Gerhard Kohn persönlich haftender und zeichnungsberechtigter Gesellschafter blieb.
Die wenigen Jahre vor dem Ersten Weltkrieg wurden für den Ausbau der Möbelfabrikation genutzt.  Mit Ausbruch des Krieges wurde die Produktion dann aber weitgehend auf kriegswichtige Produkte umgestellt. Dennoch wurde auch während des Krieges investiert. Für den erhöhten Heizbedarf der Fabrikationsräume und für benötigte Prozesswärme musste der Dampfkessel erneuert werden. So wurde 1916 bis 1918 ein neuer 40 m hoher Klinkerschornstein und ein neues Kesselhaus mit Spänebunker gebaut. Der Fabrikschornstein, damals ein Statussymbol, war zu der Zeit mit 40 Metern der höchste in Melle.
Zu Beginn der Weimarer Republik und mit dem wirtschaftlichen Aufschwung in den 1930er Jahren schritt der Ausbau schnell voran. Mit Neubauten für die Möbelproduktion wurde trotz Inflation schon 1921 begonnen. Mit der Errichtung eines neuen Kontors und des Pförtnerhauses 1924 wurde die Geschäftsadresse und die Hauptzufahrt in die Teichbruchstraße (ab 1953 wieder Bismarckstraße) verlegt. Auf das Pförtnerhaus montierte man eine kupferne Haube mit einer Turmuhr der Turmuhrfabrik Ed. Korfhage & Söhne in Melle/Buer, die auch das Glockenspiel für das Meller Rathaus lieferten.

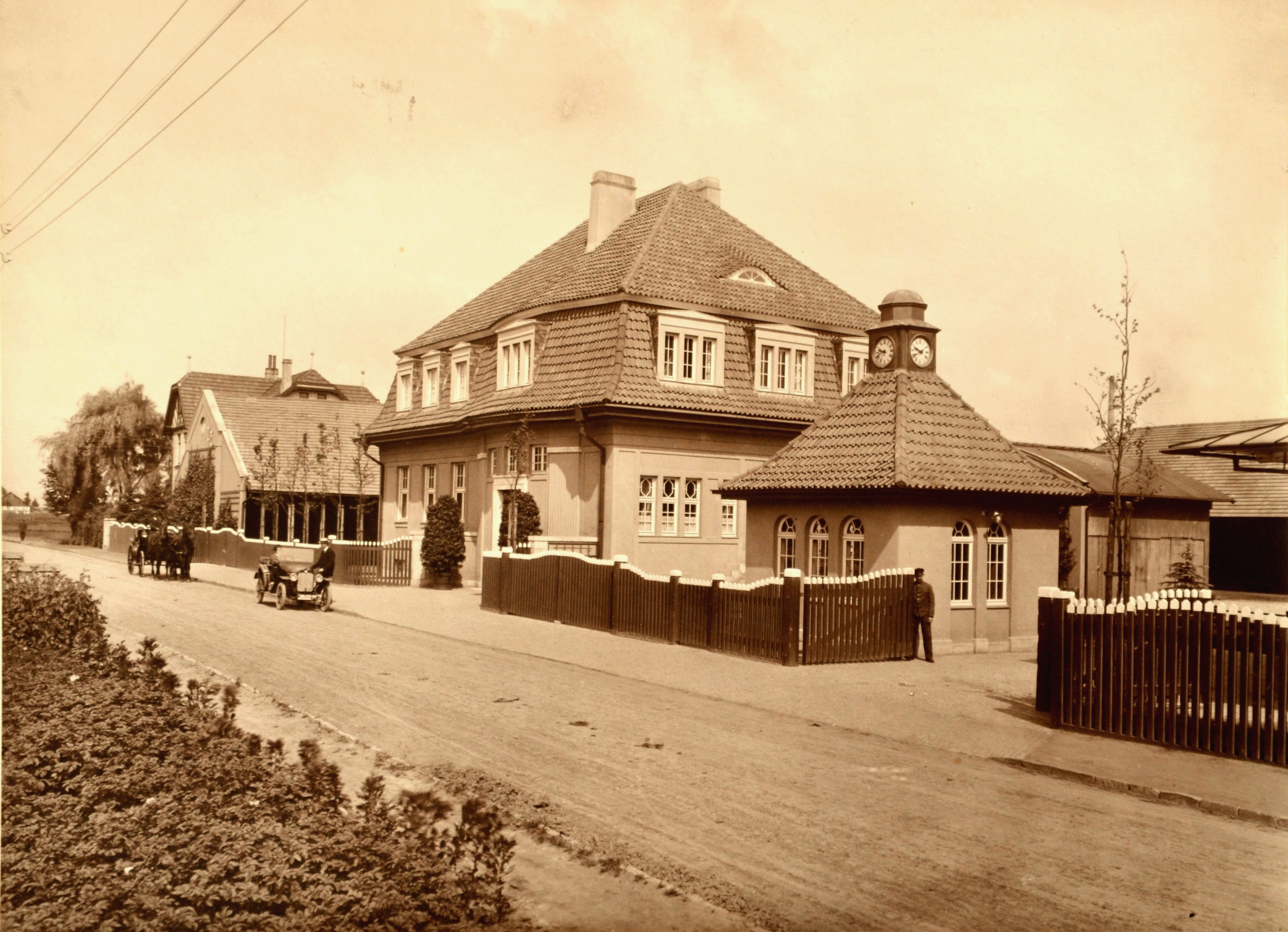
Kontor und Pförtnerhaus
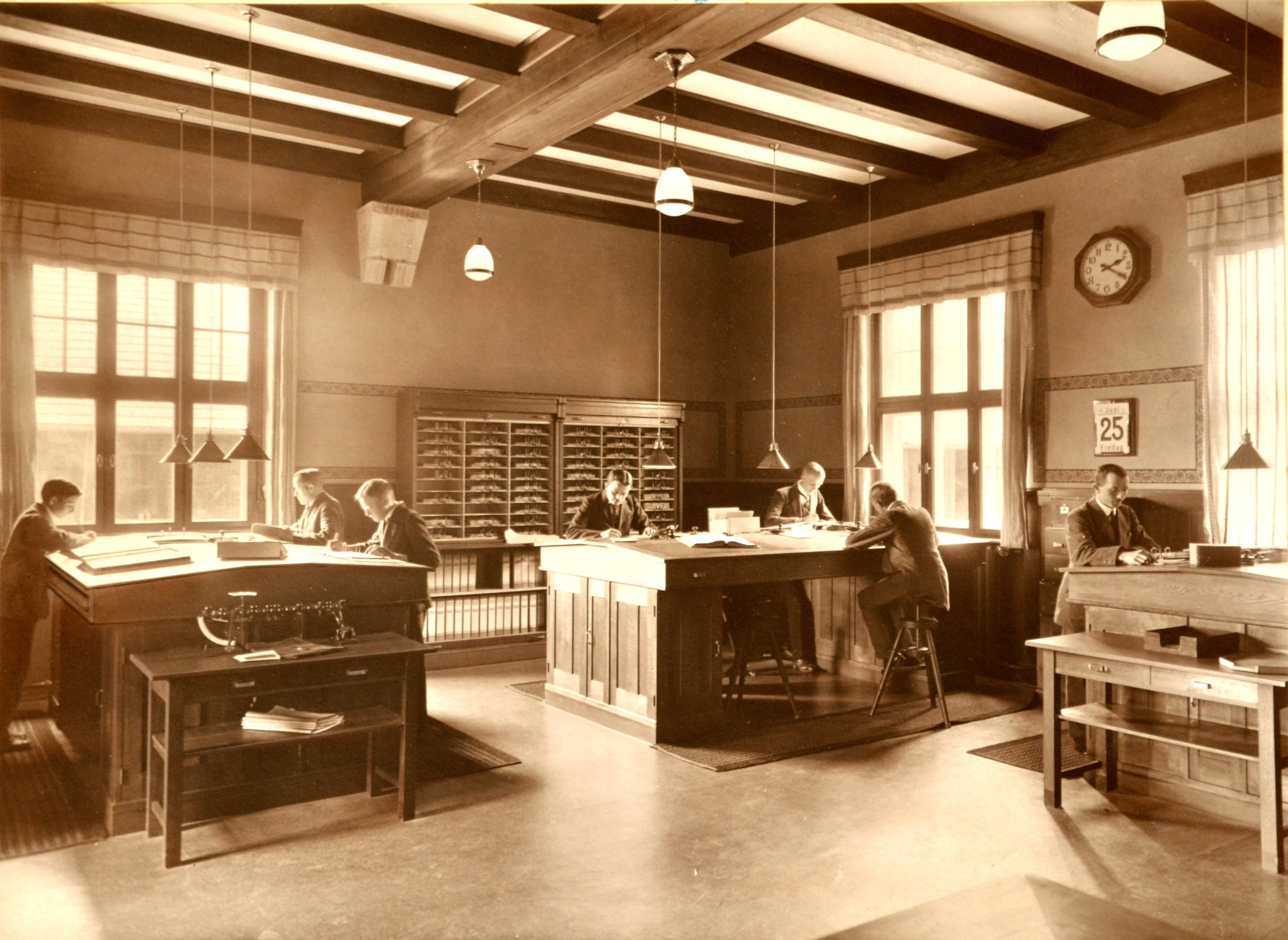
Kontorraum 1926
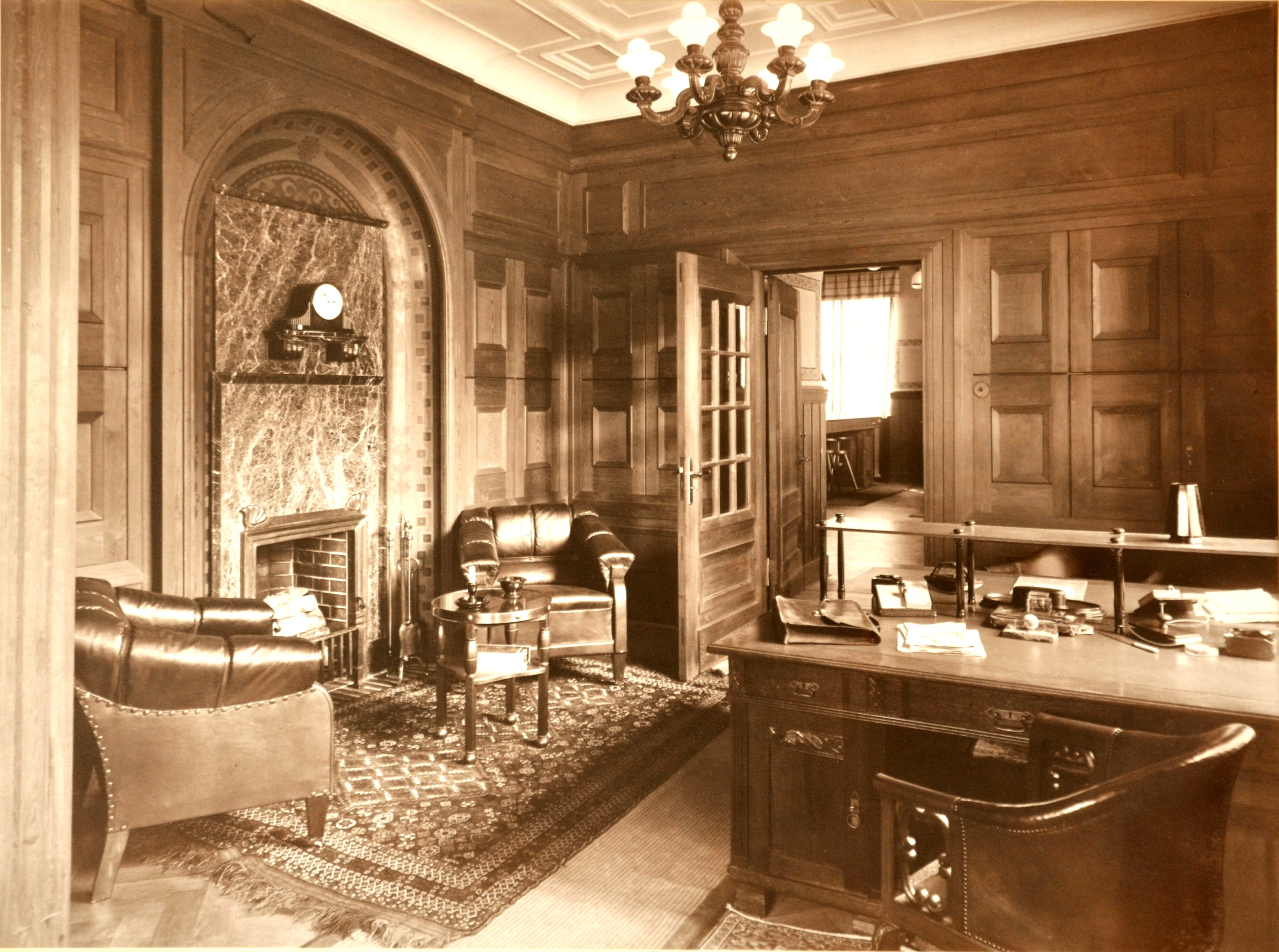
Privatkontor und Empfangsraum
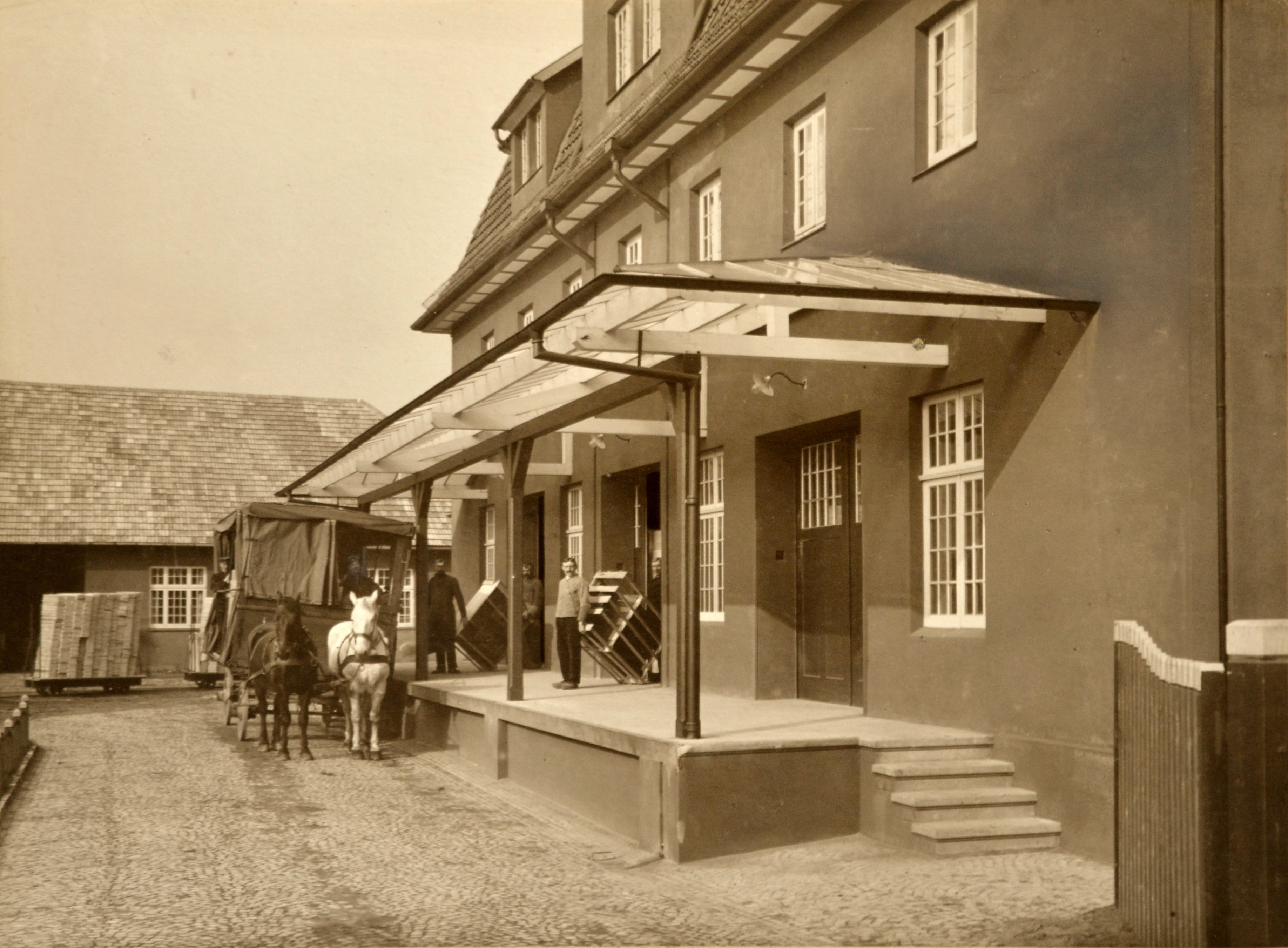
Verladerampe
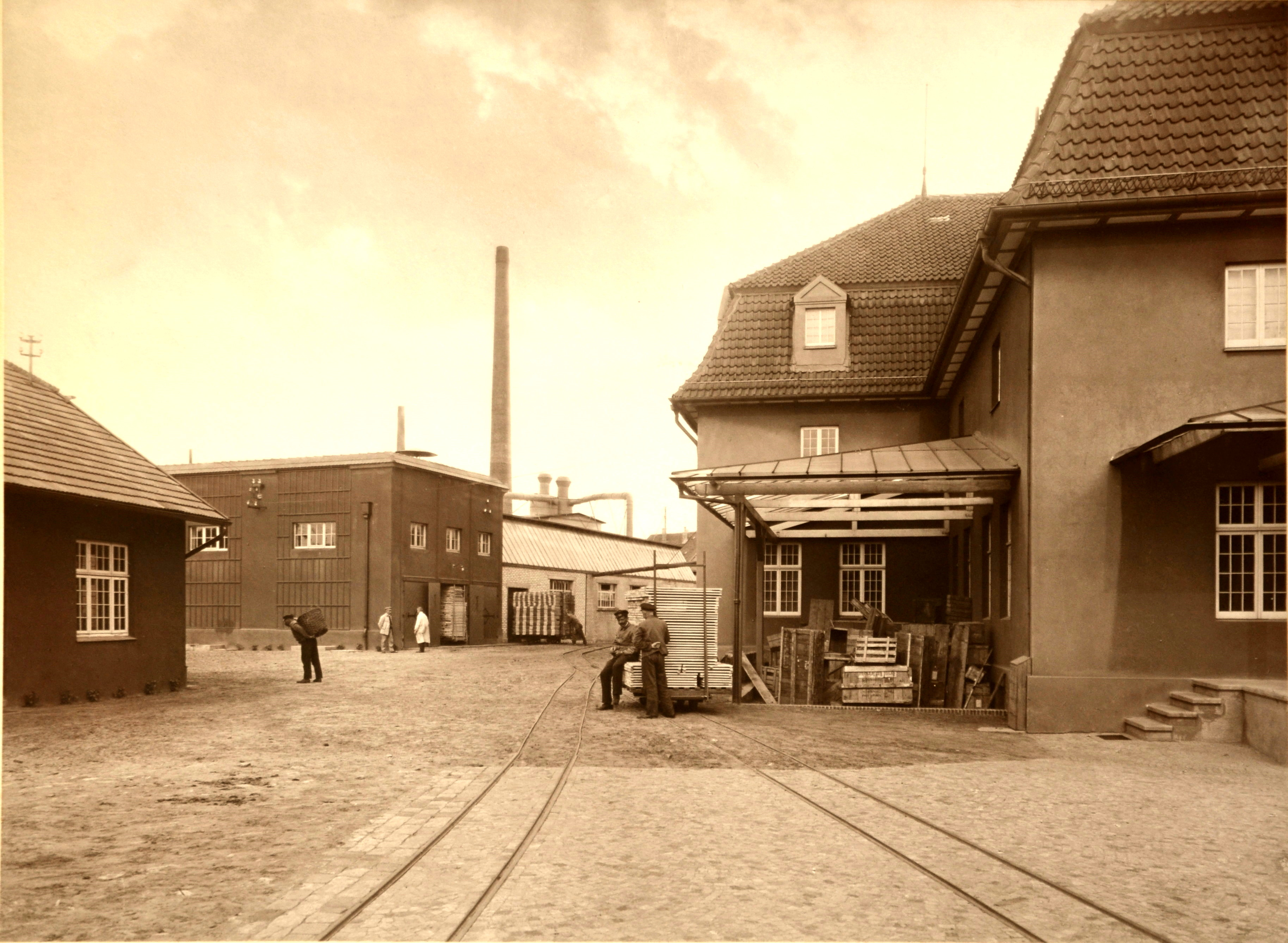
Fabrikhof
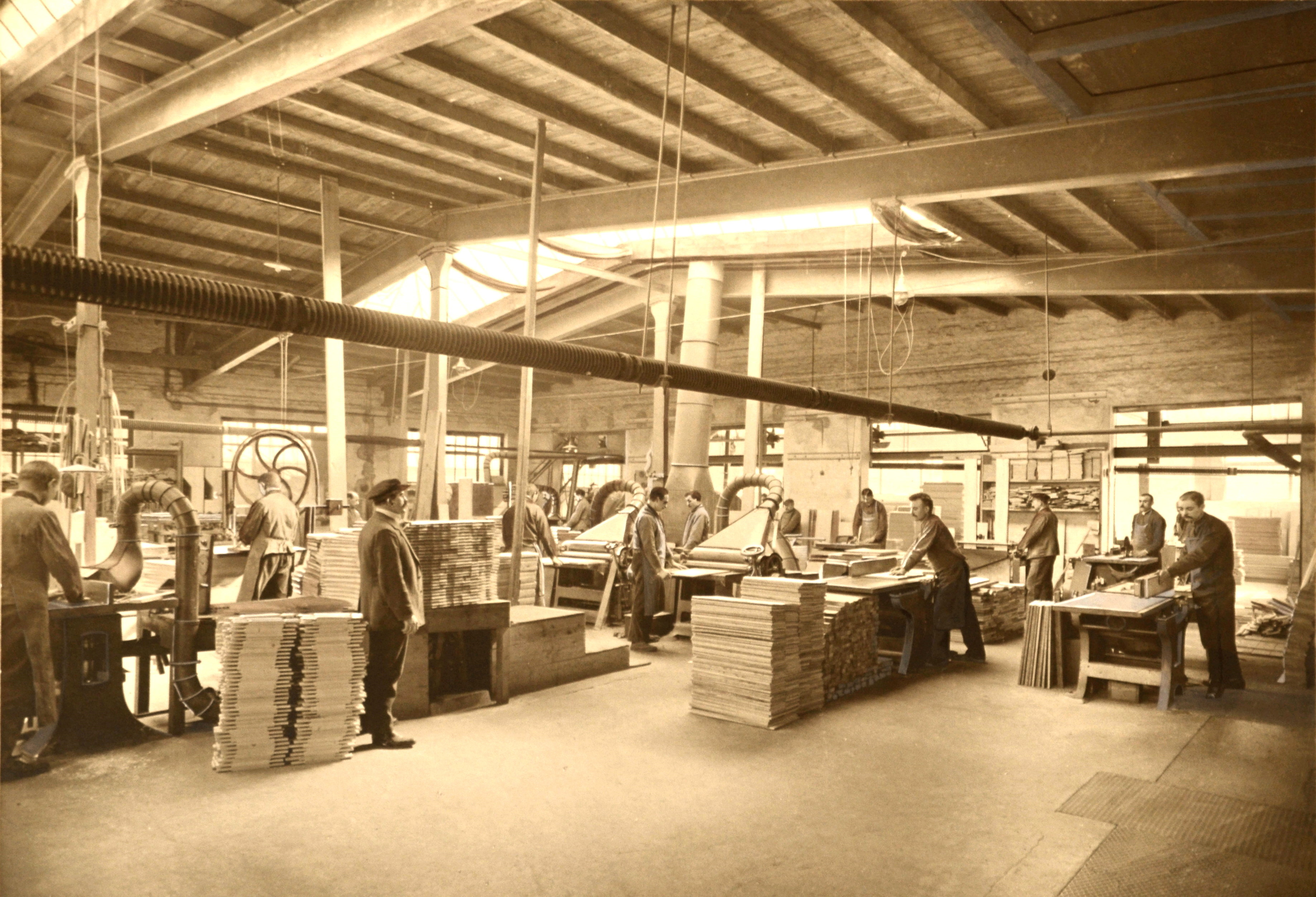
Maschinensaal
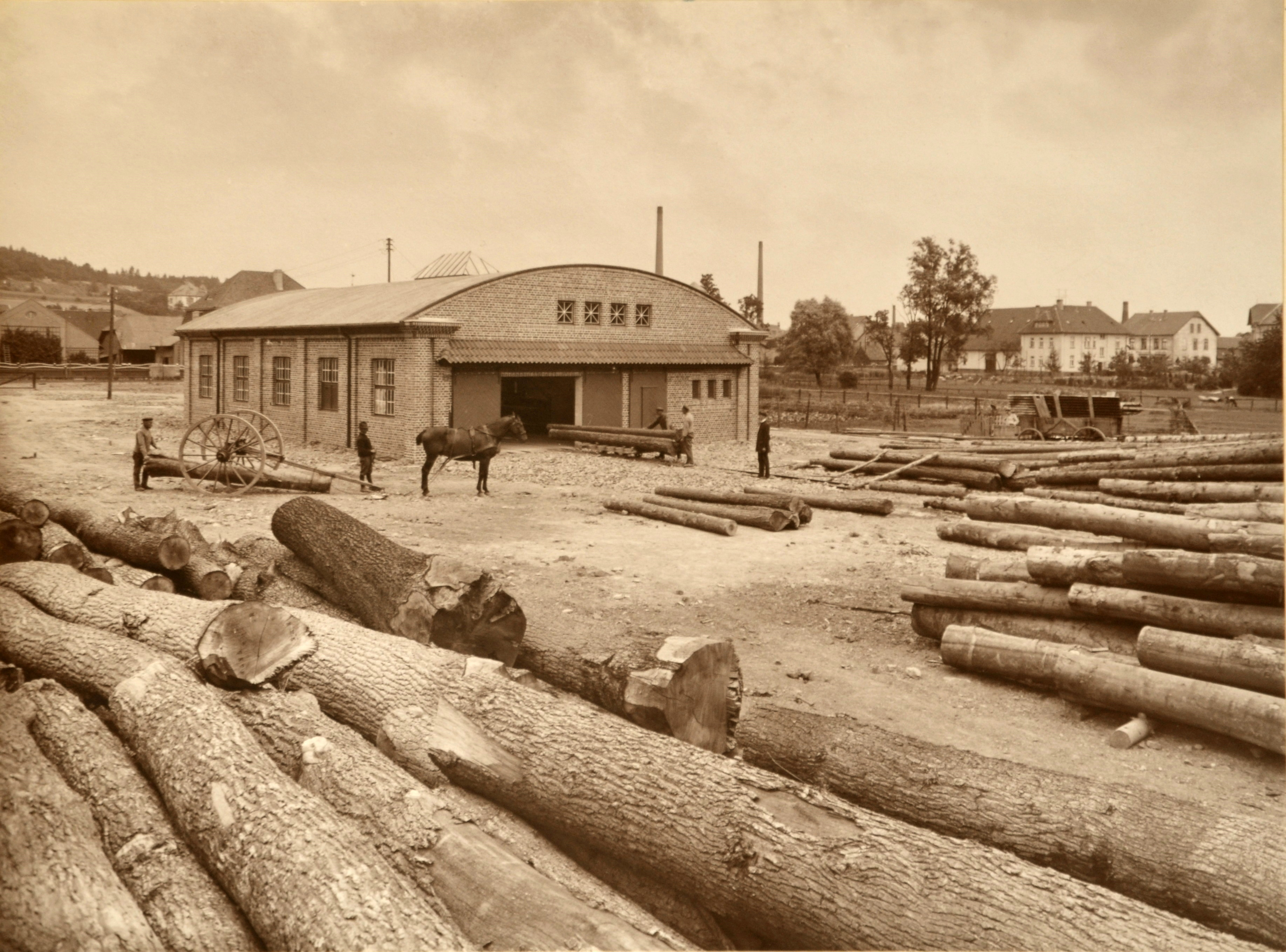
Sägewerk mit Rundholzplatz

1925 wurde das Firmengelände für die Errichtung eines neuen Sägewerks auf der gegenüberliegenden Seite der Teichbruchstraße erweitert. Dieses Sägewerk wurde mit einem elektrisch angetriebenen Horizontalgatter, einer großen Trennkreissäge und einer Sägenschärferei ausgestattet. Hier wurden für den Eigenbedarf Rundhölzer aus den umliegenden Wäldern aufgeschnitten. Die wichtigsten Holzarten waren Buche, Eiche, Kiefer und Fichte. Das Sägewerk wurde kurze Zeit später noch durch einen ca. 2500 m² großen Holzschuppen für die Lufttrocknung der Schnitthölzer ergänzt. Das Sägewerk, der Holzschuppen und die Möbelfabrik waren durch ein Schmalspurschienensystem mit Weichen, Querschiebewagen und Drehtellern verbunden, auf denen die beladenen Güterloren geschoben oder durch Pferde gezogen wurden.
1927 wurde am Meller Berg „Haus Sonneck“ gebaut. Die großzügige Villa mit Blick über die Stadt Melle wurde mit offenen Kaminen und Kachelöfen beheizt. Für das Personal wurde ein elektromagnetisches Rufsystem installiert, mit dem in der Küche durch Nummern angezeigt wurde, in welchem Raum der Hausherr oder seine Gäste Bedienung wünschten. Die Gewächshäuser, unterhalb der Villa in den Berghang gebaut, waren durch einen unterirdischen Gang mit dem Keller des Hauses verbunden.

### 1933–1945 Der Betrieb im Nationalsozialismus
Die Nationalsozialisten waren bestrebt, die Produktivität der Industrie zu steigern. Im Zuge von KdF-Maßnahmen sollten für die Mitarbeiter Erholungsbereiche für die Arbeitspausen eingerichtet werden, um damit die Leistungsbereitschaft für „Führer, Volk und Vaterland“ zu stärken. Bei der MMM wurden dafür Sozialräume gebaut und auf der freien Fläche an der Ecke Oldendorfer Straße, Bahnhofstraße Kastanien gepflanzt, Grünanlagen angelegt und Holzbänke zum Verweilen aufgestellt. 1939 wurden der Meller Möbelfabrik sowie der konkurrierenden Möbelfabrik Gebrüder Kruse das Zeugnis eines "Nationalsozialistischen Musterbetriebes" verliehen.
1937 wurde der Familien- sowie Firmenname Kohn auf Antrag von Hans Kohn in Kohnert geändert und am 14. August 1937 ministeriell genehmigt. Grund waren die Anfeindungen wegen des jüdisch klingenden Familiennamens Kohn/Cohn im Rahmen der nationalsozialistischen Arisierung.
Die Umstellung auf kriegswichtige Produkte war schon aus dem Ersten Weltkrieg bekannt. So wurde auch im Zweiten Weltkrieg die Produktion der MMM auf kriegswichtige Produktion umgestellt. Neben der Herstellung von Munitionskisten wurden in der Möbelfabrik auch Flugzeuge repariert und gebaut (nähere Informationen liegen darüber nicht vor). Das leitende Personal, soweit nicht im Fronteinsatz, wurde extra für diese Aufgabe umgeschult. Personalmangel durch die Einberufungen wurden durch Einsatz von weiblichen Arbeitskräften ausgeglichen. Später wurden dem Betrieb auch Zwangsarbeiter zugeteilt. Diese Frauen und Männer wurden in den oberen Etagen der Möbelfabrik einquartiert. Während der NS-Zeit profitierten auch in Melle ansässige Unternehmen von Zwangsarbeitern. In Altenmelle, in der Grönenbergerstrasse 26, der Oldendorferstraße, im 'Kruse-Lager', dem 'Starcke-Lager' und 'Potts-Lager' sowie an weiteren Orten, wie der Meller Möbelfabrik waren insgesamt 458 Zwangsarbeiter in Zivilarbeitslagern untergebracht. Unter der Versandabteilung und unter den Trockenkammern gab es Keller, die durch den Einbau von Stahltüren zu Luftschutzkellern umfunktioniert wurden. 1940 wurde die Unterstützungseinrichtung Meller Möbelfabrik GmbH e.V. als Verein in das Handelsregister eingetragen. Der Zweck ist unbekannt.

### 1946–1961 Wirtschaftswunderzeit
Nach Kriegsende konnte die Firmenleitung sehr schnell einen wirtschaftlichen Aufschwung erreichen. Begünstigt wurde das dadurch, dass keine Kriegsschäden an der Fabrik zu beklagen waren und natürlich ein großer Bedarf an Möbeln bestand. Der schnelle Aufbau eines neuen, umfassenden Vertriebsnetzes für die aufstrebende Bundesrepublik sicherte gute Umsätze mit einer treuen Kundschaft. Als Aussteller auf der alle 2 Jahre stattfindenden Möbelmesse in Köln konnten dort so viele Aufträge geschrieben werden, dass danach die Produktion immer für mindestens 6 Monate ausgelastet war.
Direkt nach Kriegsende wurde die Villa „Haus Sonneck“ von den britischen Besatzungstruppen beschlagnahmt. Gerhard Kohnert musste deshalb vorübergehend in das Kontorgebäude der MMM umziehen. Bedingt durch diesen Notstand wurde schnellstens mit dem Neubau von Wohnraum begonnen. So konnte bereits 1949 der Bau der Werks-Wohnanlage in der Bismarckstraße mit den 3 Klinkerhäusern und großer Gartenanlage abgeschlossen werden. Das mittlere Haus Nr. 15 wurde von Gerhard Kohnert bezogen und das Haus Nr. 13 vom Betriebsleiter und Prokuristen. Aus familiären Gründen sollte das Haus Nr. 17 nicht bezogen werden, wurde aber dennoch als Rohbau fertiggestellt, um die Symmetrie der Wohnanlage nicht zu stören. Erst 13 Jahre später, nach dem Tod von Gerhard Kohnert, wurde der Innenausbau abgeschlossen und das Haus als Werkswohnung genutzt.
Haus Sonneck wurde gleich zu Beginn der Besatzungszeit von den Briten durch den Einbau einer Kokszentralheizung modernisiert und die ausgebauten Kachelöfen in der MMM zwischengelagert. Erst nach Aufhebung des Besatzungsstatuts durch die Pariser Verträge am 5. Mai 1955 wurde die Villa wieder freigegeben. Allerdings hatten Haus und Garten während der letzten Jahre stark gelitten, sodass umfangreiche Sanierungsarbeiten notwendig waren, bevor die Familie des Neffen von Gerhard Kohnert dort einziehen konnte. 1962 wurde die Villa aus Liquiditätsgründen verkauft.
Die Fabrikationsanlagen wurden in den 50er Jahren zwar stetig aber nicht umfassend modernisiert. Als letzter Neubau wurde 1956 der Maschinensaal erweitert, um mehr Platz für die Tischlerplattenproduktion zu bekommen. In dem Jahr wurde auch ein Gewinnabführungsvertrag geschlossen, der die GmbH verpflichtete, zukünftig alle Gewinne an die durch Kriegszerstörungen geschwächte Muttergesellschaft in Bremerhaven abzuführen. So wurde die GmbH in den Folgejahren finanziell ausgezehrt, und es entwickelte sich ein erheblicher Investitionsstau.
Für seine Verdienste um den Aufbau der heimischen Möbelindustrie wurde Gerhard Kohnert 1953 das Bundesverdienstkreuz verliehen.

### 1962–1975 Neue Geschäftsführung
Am 5. Juli 1962 starb Gerhard Kohnert, nachdem er 53 Jahre das Unternehmen als geschäftsführender Gesellschafter geleitet hatte. Auf seinem Höhepunkt hatte das Unternehmen 200 Beschäftigte und war ein bedeutender Teil der Ostwestfälischen Möbelindustrie. Sein Bruder Hans Kohnert aus Bremerhaven übernahm daraufhin die Leitung des Unternehmens. Er konnte aber den wirtschaftlichen Abstieg nicht aufhalten. Auf Drängen der Hausbanken verkaufte Hans Kohnert die Meller Möbelfabrik 1967 an die Hauptgläubiger, um einem Konkurs zuvorzukommen. Den neuen geschäftsführenden Gesellschaftern, Hans Wilhelm Rottmann (Miteigentümer des Spanplattenwerks Rottmann in Herford) und Heinrich Fortmann (bisher Prokurist und Betriebsleiter der MMM), gelang zuerst ein wirtschaftlicher Aufschwung der MMM. Allerdings konnten auf Dauer die Nachteile der veralteten Fabrikgebäude (dreigeschossig und verwinkelt) auch durch diverse Rationalisierungsmaßnahmen nicht ausgeglichen werden. Das Kapital reichte nicht aus, um den großen Investitionsstau abzubauen. Neue Mitbewerber erschwerten zudem immer mehr, sich am Markt zu behaupten und die notwendigen Preise zu erzielen.
Durch steigende Kosten und stagnierende Umsätze zeichneten sich bereits 1974 zunehmend Liquiditätsprobleme ab, die dann 1975 zur Zahlungsunfähigkeit und Konkursanmeldung führten. Die Produktion wurde eingestellt und die Firma liquidiert.

## Gebäude
Die Gebäude, die von der Meller Möbelfabrik noch erhalten sind, zeigen sich heute in einem sehr gepflegten Zustand. Einige stehen unter Denkmalschutz. Das originelle Pförtnerhaus ist leider um 1980 abgerissen worden.
- Das dreigeschossige Fabrikgebäude an der Oldendorfer Straße. Gebaut 1904 im Stil der Neorenaissance
- Das Fabrikgebäude an der Bismarckstraße, genutzt für diverse Büros und Praxen. Gebaut 1923–1927
- Das Kontorgebäude in der Bismarckstraße. Gebaut 1924 im Stil der Reformarchitektur.heute genutzt als Königreichssaal der Zeugen Jehovas
- Villa „Haus Sonneck“ erbaut 1927 im Stil der Reformarchitektur, heute durch Um- und Anbauten stark verändert
- Die Straßenfront des ehemaligen Holzschuppens mit den Torbögen. Gebaut ca. 1927 im Stil des Neoklassizismus
- Die drei Klinkerhäuser der denkmalgeschützten Werkswohnsiedlung in der Bismarckstraße, heute Nr. 23, 25 und 27. Gebaut 1949

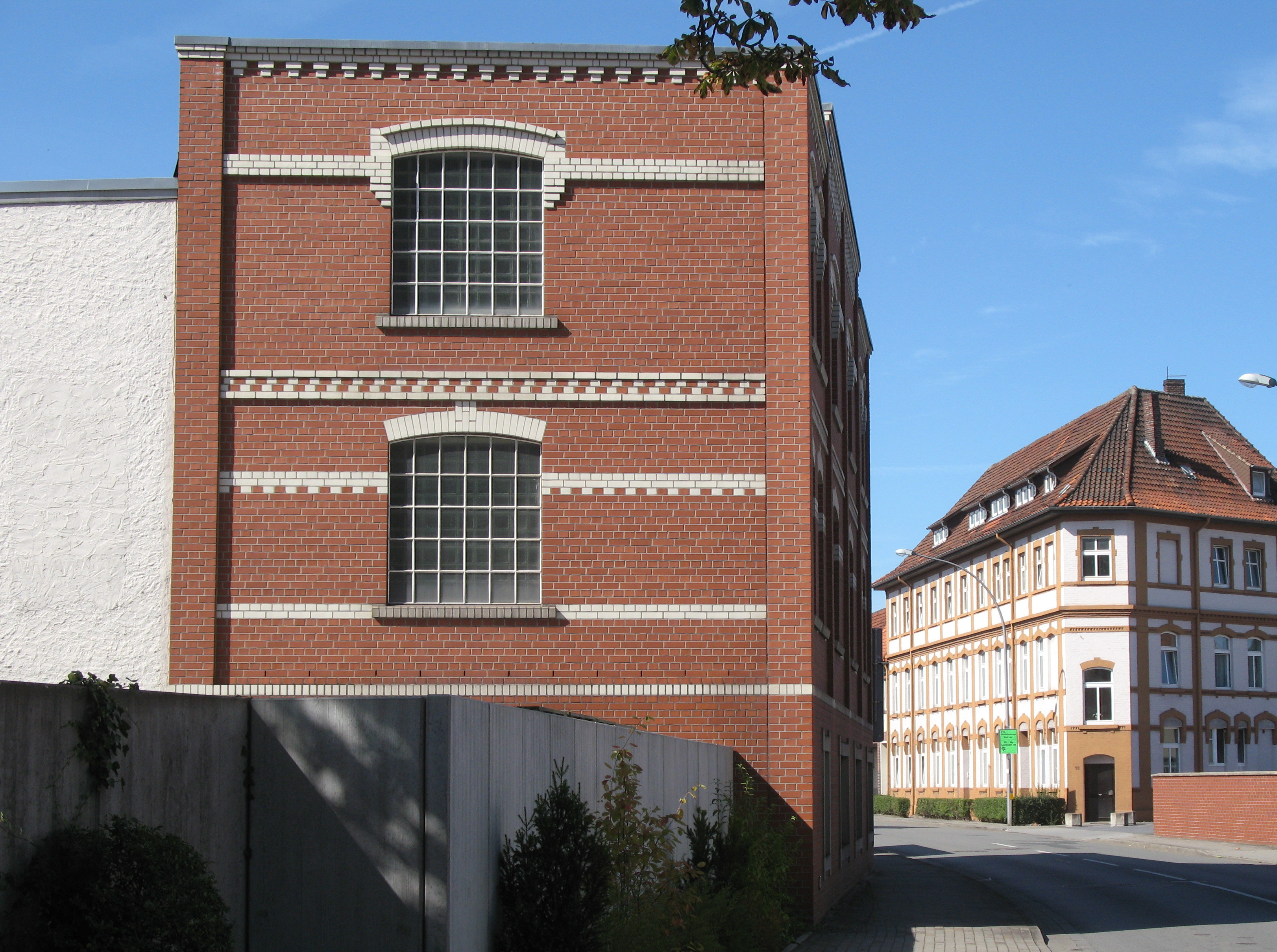
Gebäude an der Oldendorfer Strasse 2008
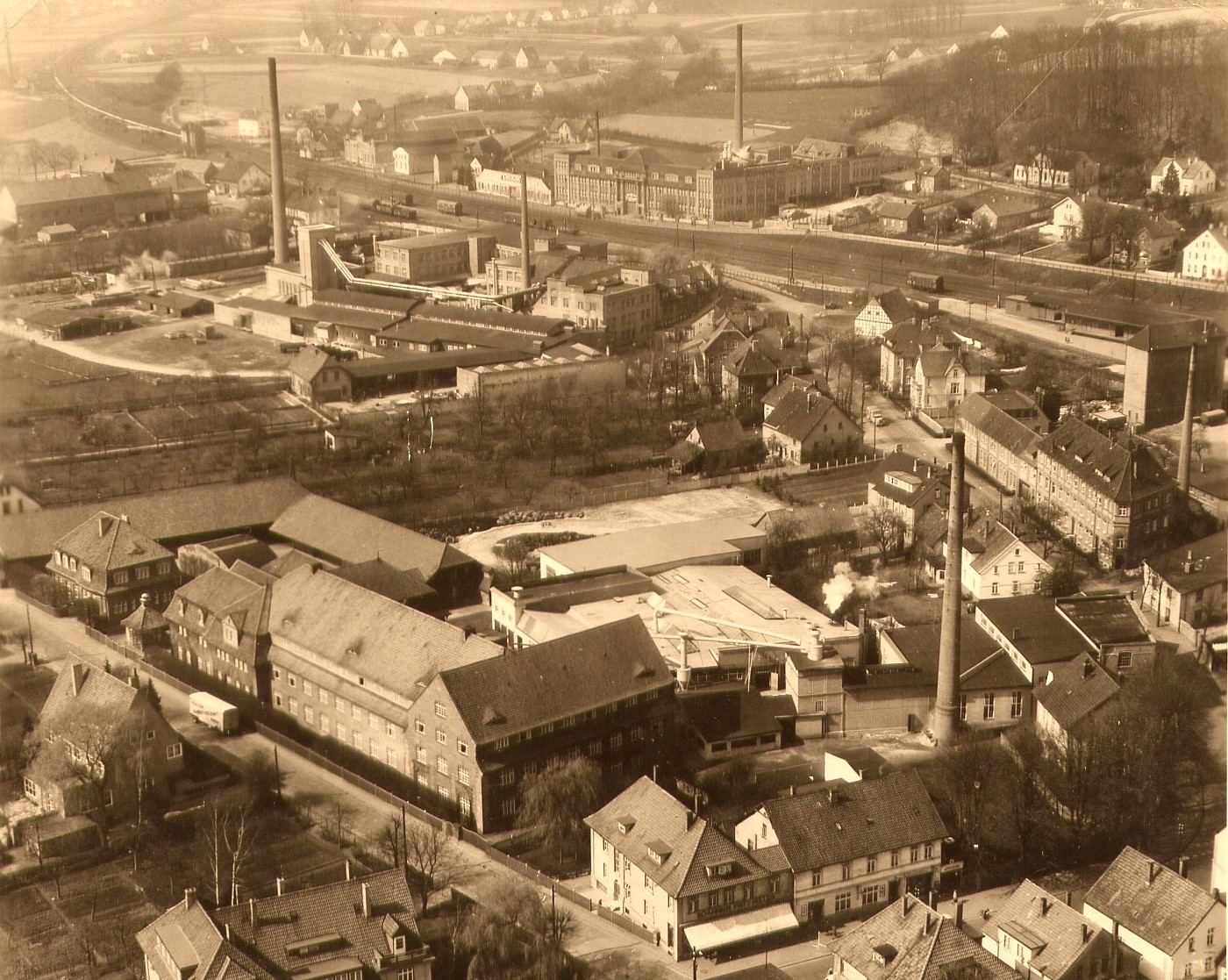
Meller Möbelfabrik (vorn), Gebr. Kruse (Mitte), W.Melchersmann (hinter dem Bahndamm) 1956
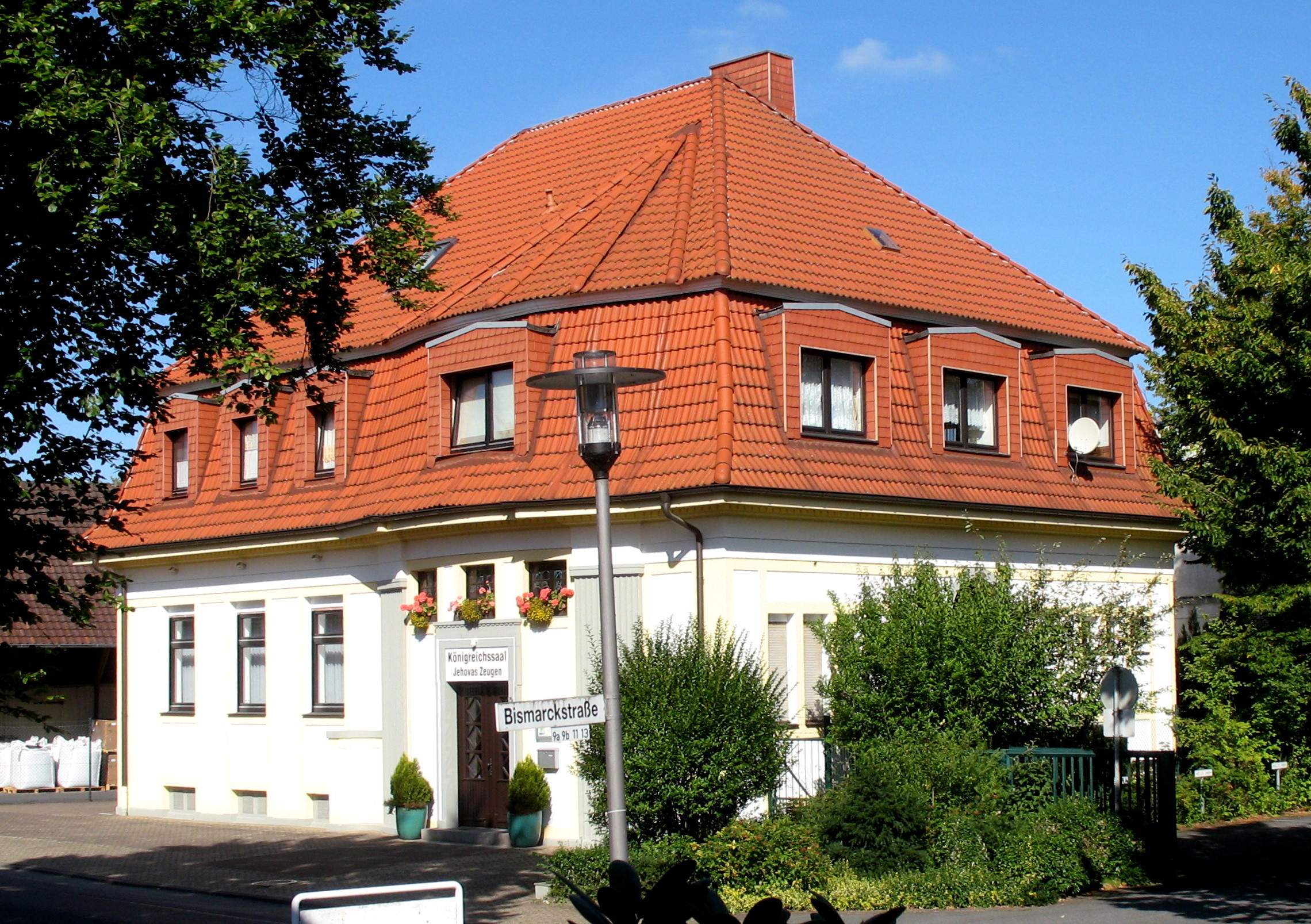
Kontorgebäude 2008
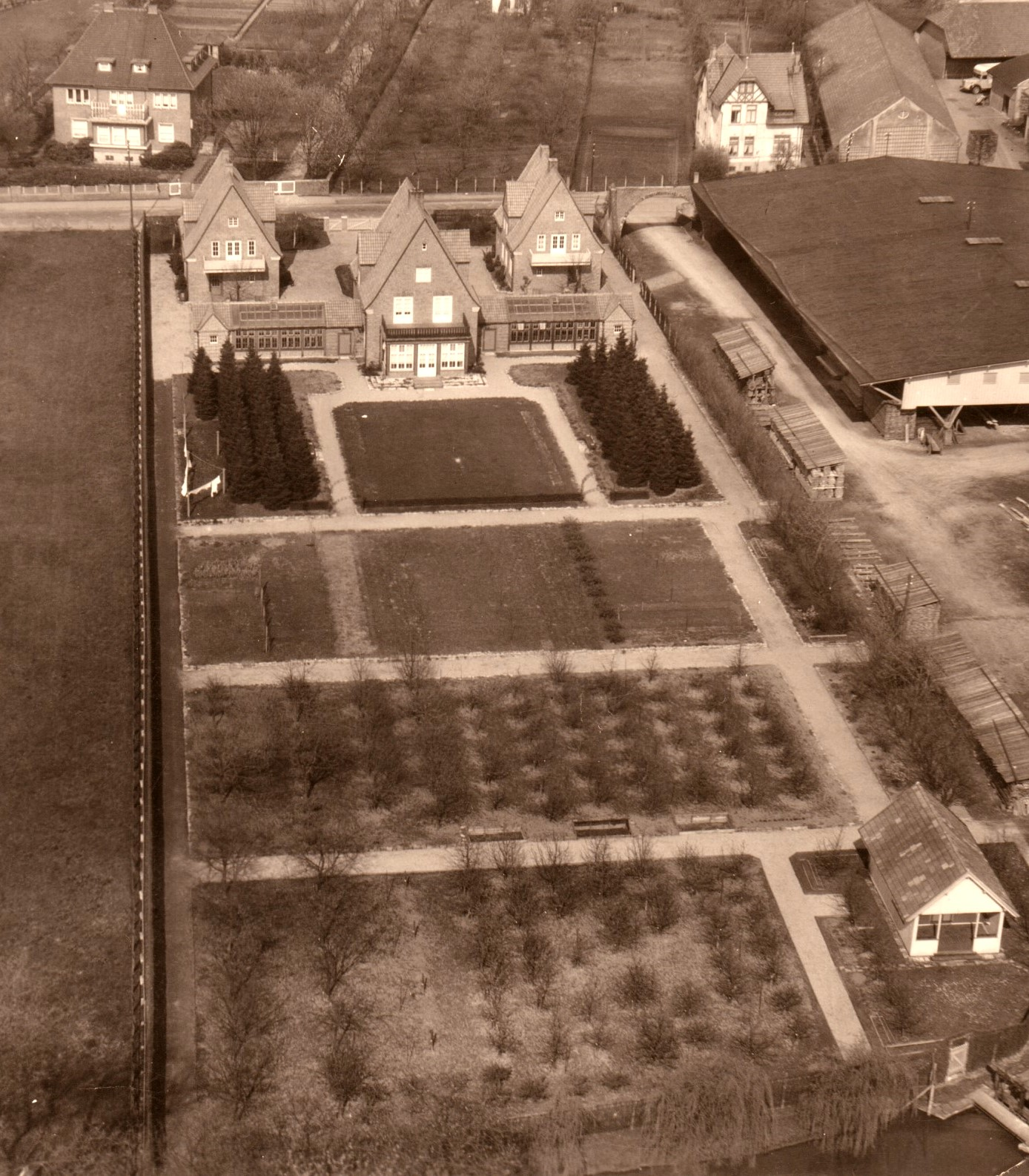
Werkssiedlung mit Gartenanlage 1956
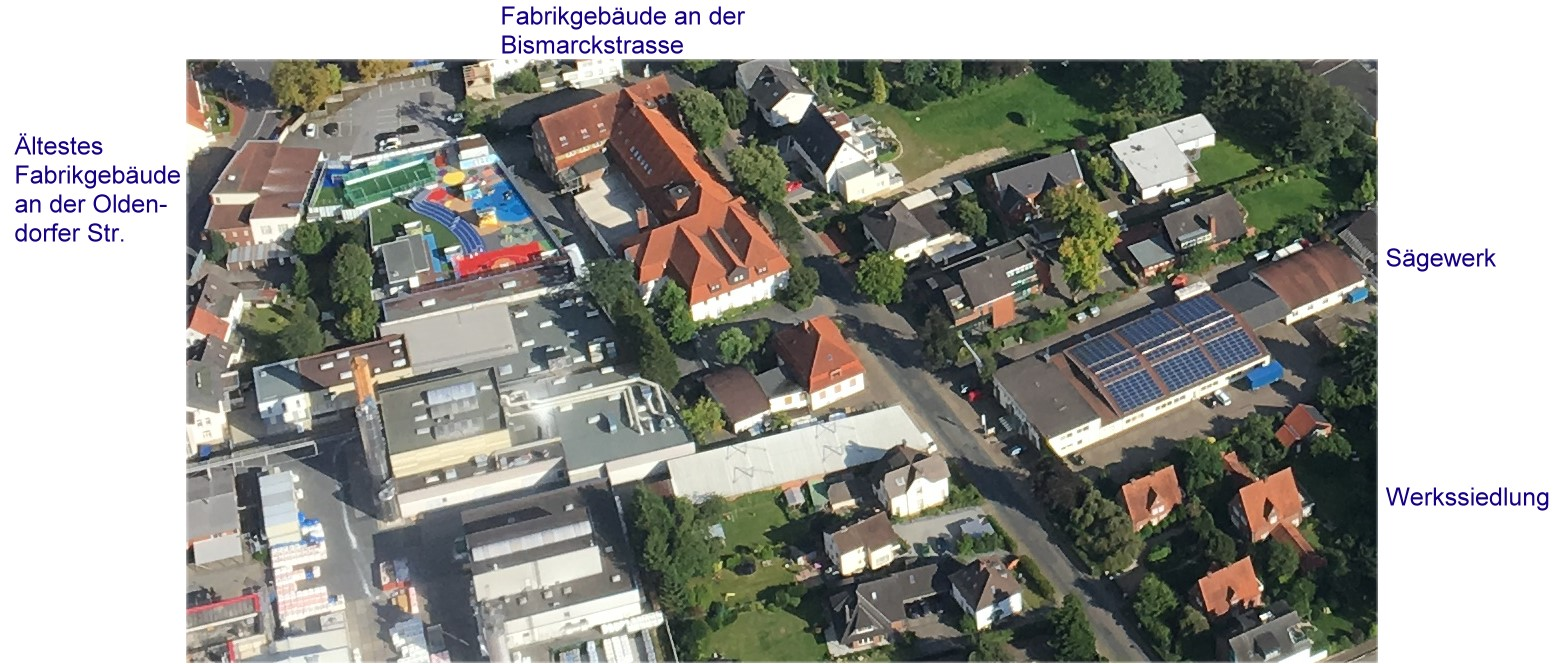
Verbliebene Gebäude der MMM, 2017

## Produkte

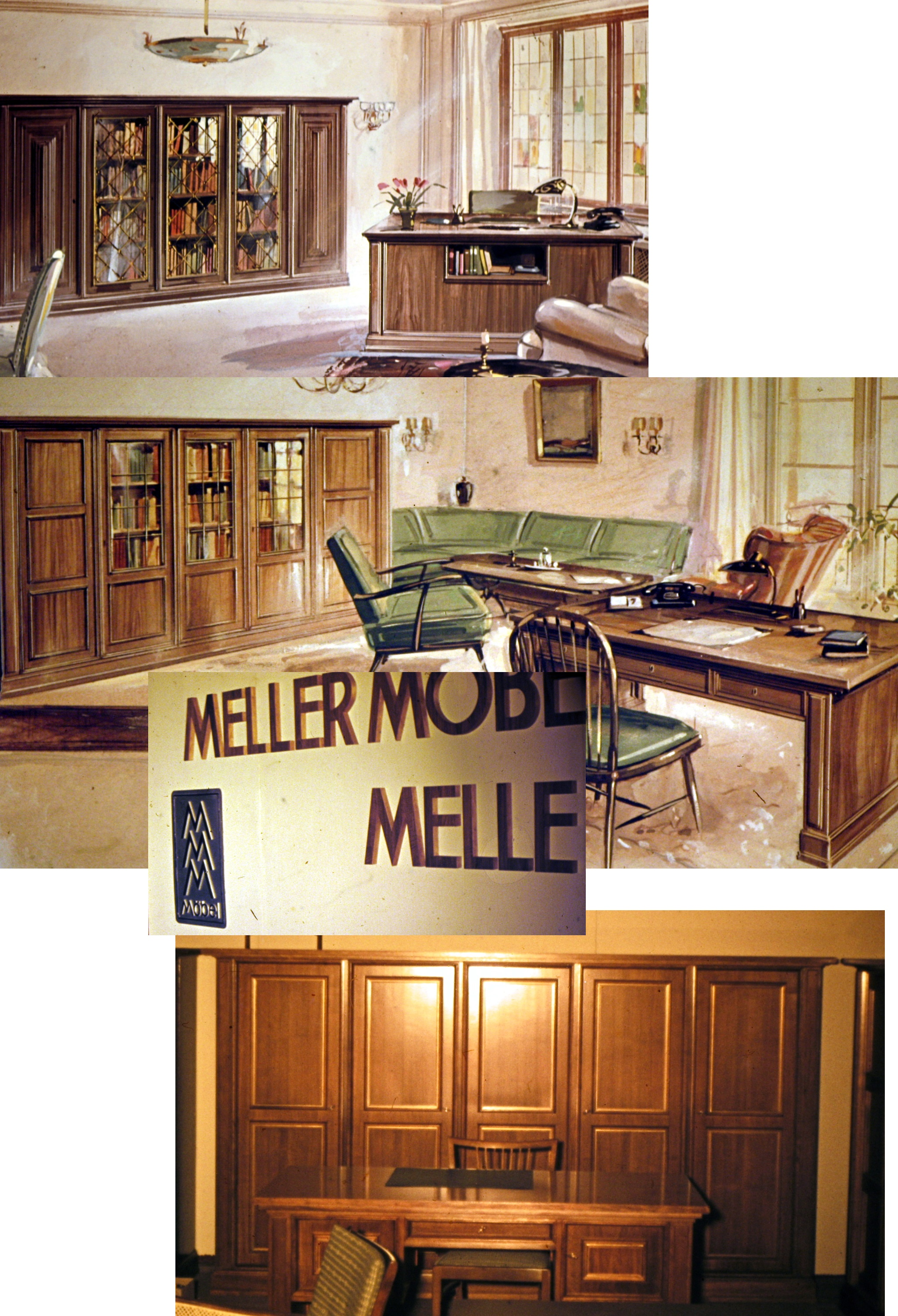
Möbelkatalog 1955

- 1909–1930: Schleiflack-, geporte u. gestrichene Schlafzimmer, Speise- und Wohnzimmer sowie naturlackierte Küchen
- 1930–1939: Vornehme Schleiflack-, Schlaf- und Tochterzimmer sowie Natur- u. Buntlack-Küchen
- 1945–1952: Moderne Küchen, Schlafzimmer, Wohnzimmer und Schreibschränke
- 1952–1975: Hochwertige Stilmöbel, moderne Wohnzimmer, Geschäfts- und Herrenzimmer sowie Büromöbel, Polstermöbel und Stahlrohrsessel

Für ihre Möbel war die Meller Möbelfabrik Inhaberin einiger Patente so zum Beispiel für ein in einen Schreibtisch umwandelbares Möbelstück oder einen speziellen Schrankeinsatz.
Mitte der 50er Jahre, als Bücherwände in Mode kamen, ließ sich die MMM für diese Modelle den Markennamen „Sokrates Wohnmöbel“ schützen, um die gebildete Kundschaft anzusprechen. Der Name prägte sich bei der Kundschaft so ein, dass bald das gesamte Möbelprogramm unter diesem Namen vertrieben wurde.
Der Vertrieb der Möbel erfolgte im ganzen Bundesgebiet an den Groß- und Einzelhandel für Wohnmöbel, Bankeinrichtungen und Schulmöbel. Seit ca. 1930 wurde das Markenzeichen mit den übereinander gestellten MMM verwendet. Der wahrscheinlich prominenteste Endkunde war Kaiser Haile Selassie von Äthiopien, der ein Arbeitszimmer der MMM kaufte.